# Право опіки
Право опіки (англ. Right of Wardship) — у феодальному праві Західної Європи один з різновидів майнових прав сюзерена на земельні володіння його васала.
Право опіки мало додатковий сенс щодо основних прав феодала, що походили з факту надання земель васалу (таким як право вимоги омажу та військової служби). Опіка над землями феодала встановлювалась у разі, якщо по смерті власника фьйофа спадкоємцем ставав неповнолітній або неодружена жінка. У цьому випадку сюзерен померлого васала мав право присвоєння прибутків з лену, за умови виділення необхідної суми на утримання спадкоємця. Право опіки могло бути предметом купівлі-продажу й досить часто відчужувалось сюзеренами невеликих ленів за фіксовану суму грошей королю або крупним феодалам, що мали розвинену систему феодально-фіскальної адміністрації. Опіка припинялась із досягненням спадкоємцем віку повіноліття чи після укладення шлюбу утримувачкою лену. З правом опіки було тісно пов'язано право сюзерена на дачу згоди на вступ до шлюбу його васала (формарьяж).
Надходження від застосування права опіки складали значну частину прибутків крупних феодалів та, передусім, короля, принаймні до XVII століття. Особливо це характерно для Англії та Шотландії, де право опіки розвинулось у складну систему майнових відносин, що з успіхом експлуатувалась монархами для наповнення свого бюджету. Зловживання королями правом опіки стало, наприклад, одним з приводів масового руху англійських баронів проти королівської влади на початку XIII століття, що завершився прийняттям знаменитої Великої хартії вольностей. Вимога відмови короля від права опіки висувалась і в ході Англійської революції XVII століття.
Із розвитком капіталістичних відносин й переходом до постійного оподаткування фінансове значення права опіки неухильно знижувалось, а в результаті революцій в Європі XVII—XIX століть феодальна опіка разом з іншими феодальними правами була скасована.